# Barbechat
Barbechat era una comuna francesa situada en el departamento de Loira Atlántico, de la región de Países del Loira, que el 1 de enero de 2016 pasó a ser una comuna delegada de la comuna nueva de Divatte-sur-Loire al fusionarse con la comuna de La Chapelle-Basse-Mer.

## Demografía
| Gráfica de evolución demográfica de Barbechat entre 1901 y 2013 |
|                                                                 |

Los datos demográficos contemplados en este gráfico de la comuna de Barbechat se han cogido de 1800 a 1999 de la página francesa EHESS/Cassini, y los demás datos de la página del INSEE.